# Staurocephalus ciliatus
Staurocephalus ciliatus är en ringmaskart. Staurocephalus ciliatus ingår i släktet Staurocephalus och familjen Dorvilleidae. Inga underarter finns listade i Catalogue of Life.